# Grozny Avia
Grozny Avia (auch Groznyy Avia, russisch Грозный Авиа) war die nationale Fluggesellschaft der Republik Tschetschenien innerhalb der Russischen Föderation mit Sitz in Grosny und Basis auf dem Flughafen Grosny.

## Geschichte
Die Fluggesellschaft wurde am 17. August 2007 durch den tschetschenischen Präsidenten Ramsan Achmatowitsch Kadyrow gegründet. Es sollte eine nationale Fluggesellschaft für die autonome Republik entstehen, die bereits mehrmals die Unabhängigkeit gefordert hat.
Das Projekt, modernere Suchoi Superjet 100 zu kaufen, um die Flotte zu modernisieren, wurde 2014 aus Kostengründen eingestellt. Man überlegt, bei Airbus A319-Flugzeuge zu bestellen.
Mit Anordnung vom 11. September 2017 entzog die Russische Luftfahrtagentur die Fluglizenz, was zur endgültigen Einstellung der Geschäftstätigkeit führte.

## Flotte
Die Flotte der Grozny Avia bestand aus acht zuletzt inaktiven Jakowlew Jak-42.